# Glasgow (Montana)
Glasgow város az USA Montana államában, Valley megyében, melynek megyeszékhelye is. Lakosainak száma 3202 fő (2020. április 1.).

## Népesség
A település népességének változása:

| 2010 | 3 250 |
| 2020 | 3 202 |